# 提莫西·普洛曼
提莫西·普洛曼（英語：Timothy Plowman，1944年11月17日—1989年1月7日）為美國康乃爾大學及哈佛大學的民族植物學家，最著名學術成就為南美洲古柯屬植物的相關研究。他用了15年的时间研究古柯属植物，尤其对古柯的栽培做了大量研究。他在南美洲采集了700多个样本，这些样本今天都保存在菲爾德自然史博物館内。
1978年普洛曼进入菲爾德自然史博物館，1983年他的合同成为不限期合同，1988年他被正式授命为监管者。他一生发表了80多篇科学文献，其中46篇是关于古柯屬。他是多部科学杂志的编辑。
普洛曼和威德·戴维斯同是现代民族植物学创始人理查·舒爾茲的学生，戴维斯编辑的关于亚马逊河的巨著中普洛曼是主要作者之一。
普洛曼在一次去南美洲考察前的免疫过程中感染艾滋病并因此身亡。茄科番茉莉属的一个物种以他命名。仅有一个种的Plowmania也是以他命名的，这个属与番茉莉属很接近，但是它的花大，颜色橙红美丽（类似橙红茑萝），因此成为受欢迎的观赏花。